# Araneus punctipedellus
Araneus punctipedellus là một loài nhện trong họ Araneidae.
Loài này thuộc chi Araneus. Araneus punctipedellus được Embrik Strand miêu tả năm 1908.